# 夏札桑吉多傑仁波切
夏札桑吉多傑仁波切 (威利文: bya-bral sangs-rgyas rdo-rje，1913年6月18日—2015年12月30日) 是當代大圓滿教法証悟上師。
被譽為當今碩果僅存的藏傳佛教具大證量之大成就者夏札法王（Kyabje Chatral Sangye Dorje Rinpoche），於2015年12月30日在尼泊爾示寂，住世102年。

## 名称释义
“夏扎”意即“遁世者”或“断行者”，意为“所作已办”，是罗汉的定义之一，也是藏人对大修行者的尊称。

## 生平非凡
夏扎法王于莲花生大师诞辰日出生，四岁开始学习藏文及佛经，十五岁便云游藏地、四处参学，向许多高僧求法。
法王心怀慈悲，常年茹素，生活清苦，充满法乐。主张遁世苦修，远离世俗事务；对于弘法利生，始终不遗余力。

## 传承法脉
法王擁有大量法寶，他將此殊勝的法要，供養給許多大成就者，其中包括敦珠法王二世、十六世大寶法王、宗薩欽哲仁波切二世，更彼此傳授法要而互為師徒，成為一時佳話。

## 蜚声当代
法王是寧瑪派的持明聖者，乃上師中的上師，被奉為「當今持有最完整之『大圓滿』各主要傳承系統的法統傳承人，其證量之大，現今世上無出其右。

## 主要开示

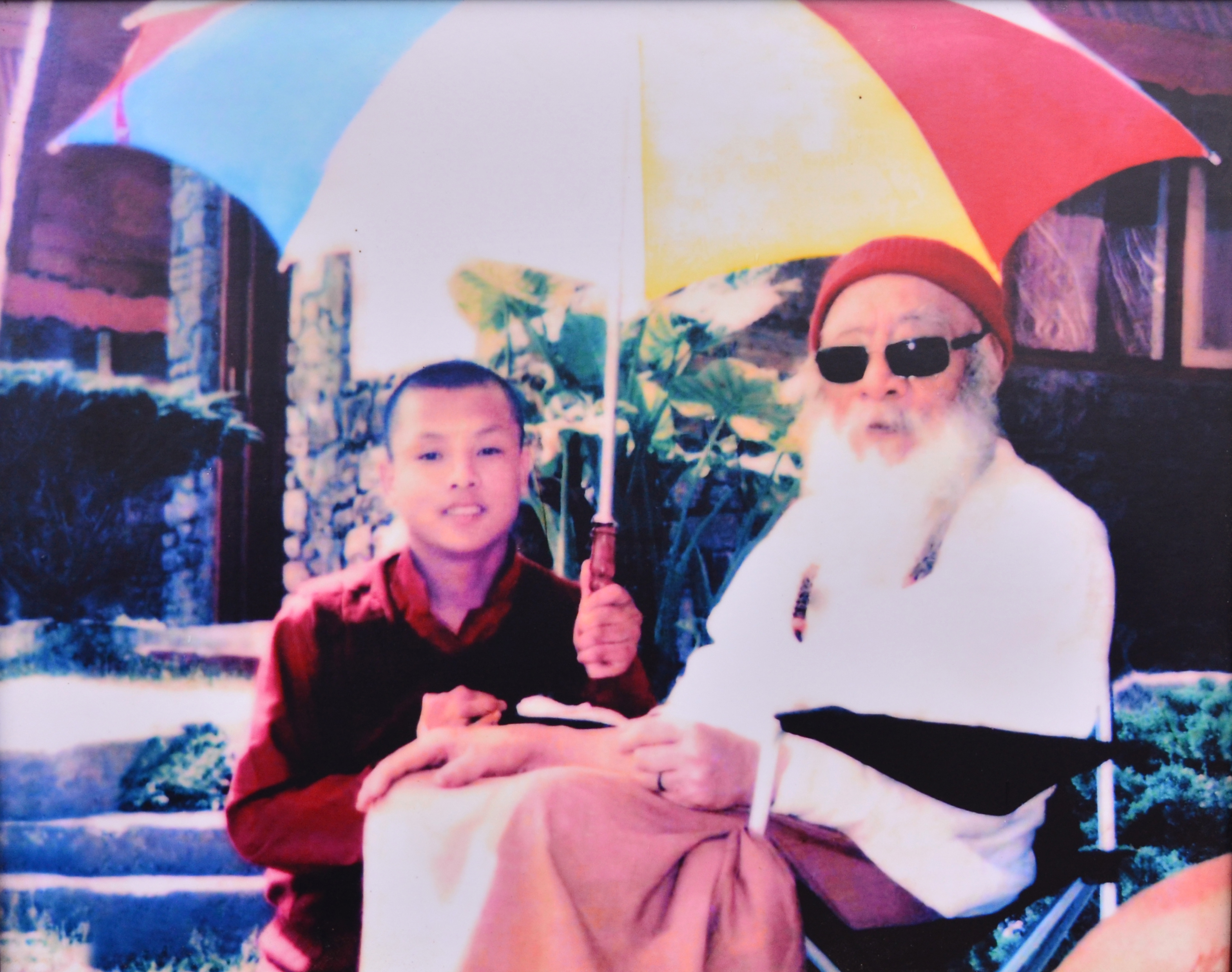
夏扎法王

“修行最重要的，就是要具足出離心。如果你有出離心，這意味著你了解這個世界是沒有實義的，輪迴的種種，就連一點意義都沒有！”
“假若你透徹領悟輪迴的過患，這本身就是一種證悟！這意味著你已經超越輪迴。出離心是整個精神道路的基礎，若你沒有出離心，就不會有所謂的證悟。”
“护持和依止闭关专修的上师，在他（她）实实在在引导下，自己在未开悟之前，也要闭关与专修。不然就如现实这样，空说堪布遍满地。搞名利，建立帮派的愚从者多了起来，这些人迟早让人们对佛教生起厌离心，导致佛教灭亡。因此说，正法不在寺里，不在书里，不在世上，正法在心里。把它修出来，悟出来，才叫传承佛法。”

## 資料來源
1. ↑  Chatral Sangye Dorje Rinpoche.  1st ed. USA. Ithaca, N.Y.: Snow Lion Publications. 2007. ISBN 9781559392716. OCLC 76901875.